# Сінне (Подільський район)
Сінне́ — село Балтської міської громади у Подільському районі, Одеська область в Україні.
Розташоване за 3 км від центру громади — міста Балта. На півдні межує з селом Петрівка, на сході з містом Балта, на півночі з селом Мирони та на заході з селом Семено-Карпівка.

## Історія
Назва походить буцімто від хутора, жителі якого займались збиранням сіна. За адміністративними поділами — з 16 сторіччя Брацлавський повіт, з 19 сторіччя Балтський повіт, 20 сторіччя Балтський район.
7 (20) листопада 1917 року, відповідно до Третього Універсалу Української Центральної Ради, увійшло до складу Української Народної Республіки.
Під час організованого радянською владою Голодомору 1932—1933 років померло щонайменше 30 жителів села.
До 2020 року орган місцевого самоврядування — Сінненська сільська рада.
12 червня 2020 року, відповідно до Розпорядження Кабінету Міністрів України від № 724-р «Про визначення адміністративних центрів та затвердження територій територіальних громад Одеської області», увійшло до складу Балтської міської територіальної громади.
19 липня 2020 року, в результаті адміністративно-територіальної реформи і ліквідації Балтського району, село увійшло до складу новоутвореного Подільського району.

## Населення
Згідно з переписом 1989 року населення села становило 755 осіб, з яких 317 чоловіків та 438 жінок.
За переписом населення 2001 року в селі мешкала 721 особа.

### Мова
Розподіл населення за рідною мовою за даними перепису 2001 року:
| Мова       | Відсоток |
| ---------- | -------- |
| українська | 97,64 %  |
| російська  | 2,08 %   |
| болгарська | 0,14 %   |
| румунська  | 0,14 %   |

## Визначні пам'ятки
Церква святого Дмитра, храм засновано у 1766 році. Збудована із хмизу, з дощаним дахом. Нова церква святого Дмитра збудована в 1889 — дерев'яна хрещата.